# Progne
Progne este un gen de păsări din familia de rândunele Hirundinidae. Speciile se găsesc în Lumea Nouă și toate au „lăstun” în numele lor comun.

## Taxonomie
Genul Progne a fost introdus în 1826 de zoologul german Friedrich Boie pentru lăstunul violet. Numele genului se referă la Procne (Πρόκνη), o fată mitologică care a fost transformată într-o rândunica pentru a o salva de soțul ei. Ea și-a ucis fiul pentru a răzbuna violul surorii ei.
Genul conține nouă specii:
| Imagine | Denumire științifică | Denumire comună      | Distribuție |
| ------- | -------------------- | -------------------- | --- |
|         | Progne tapera        | Lăstun cu piept maro | Argentina, Bolivia, Brazilia, Chile, Columbia, Costa Rica, Ecuador, Guyana Franceză, Guyana, Panama, Paraguay, Peru, Puerto Rico, Surinam, Statele Unite ale Americii, Uruguay, Venezuela, ocazional în Chile și Insulele Falkland |
|         | Progne murphyi       | Lăstun peruvian      | Peru și nordul îndepărtat al Chile |
|         | Progne modesta       | Lăstun Galápagos     | Galápagos |
|         | Progne subis         | Lăstun violet        | Coasta de Vest de la Columbia Britanică până la Mexic, până la Coasta de Est |
|         | Progne elegans       | Lăstun sudic         | Argentina și sudul Boliviei |
|         | Progne chalybea      | Lăstun cu piept gri  | America de Sud și Centrală |
|         | Progne sinaloae      | Lăstun mare bicolor  | Mexic |
|         | Progne cryptoleuca   | Lăstun cubanez       | Cuba |
|         | Progne dominicensis  | Lăstun din Caraibe   | America Centrală și de Sud continentală, insule din Caraibe de la Jamaica la est până la Tobago |